# نقولا رزق الله
نقولا أفندي رزق الله (1869 - 20 أبريل 1915) صحفي وروائي وشاعر لبناني عثماني. ولد في بيروت ودرس في مدرسة الأقمار الثلاثة الأرثوذكسية ولم يكمل فعمل بالتجارة. لكنه لم ينقطع عن تثقيق نفسه وحرّر في بعض الصحف والمجلات حتى ترك التجارة، وهاجر إلى مصر الخديوية. حرّر في «الأهرام» ثم أصدر مجلة «الروايات الجديدة». توفي في القاهرة. ترك بعض قصص وروايات مترجمة. وله ديوان شعر بعنوان «مناجاة الأرواح». ويعد من أعلام النهضة.

## سيرته
ولد نقولا رزق الله في بيروت عاصمة ولاية بيروت العثمانية في شهر مارس 1869 ونشأ بها في عائلة مسيحية. تعلم في مدرسة الأقمار الثلاثة الأرثوذكسية فيها، ثم تركها ليلتحق بإحدى مدارس بيروت، ثلم يكمل لإم ثقف نفسه عصاميًا. 

عمل في التجارة ودرس المعاملات التجارية وإمساك الدفاتر. ثم ترك التجارة وذهب إلى الخديوية المصرية سنة 1898 واستقر في الإسكندرية حيث أنشأ جريدة «العثماني» ثم أوقف إصدارها، ثم حرّر في جريدة «الصادق» اليومية. انتقل إلى القاهرة، ولما توفي صديقه نجيب سليمان الحداد رثاه بقصيدة كانت سببًا في تسلمه زمام تحرير جريدة «الأهرام»، ثم أنشأ مجلته «الروايات الجديدة» سنة 1910 التي داوم على إصدارها حتى وفاته في 20 أبريل 1915 في القاهرة، عاصمة الخديوية المصرية.

## مهنته الأدبية
له العديد من الروايات بالعربية بلغت 80 مجلدًا، نشر بعضها في «مسامرات الجيب»، وبعضها في «الروايات الجديدة». وترجم بعض الروايات الفرنسية بأسلوب سهل، فذهب بعض المصريين يقلدونه. له ديوان شعر بعنوان «مناجاة الأرواح». جاء في معجم البابطين عن شاعريته «عكس شعره صورة لواقع عصره ونزعاته الذاتية في الشعر والشعراء، والمرأة والزواج، والحرية والدعوة إلى العلم، ونبذ التعصب، وحب الوطن معبرًا عن التزامه بقضايا مجتمعه، غلب على قصائده استخلاص الحكمة والعبرة الاجتماعية، وكشفت عن ثقافته العميقة المتنوعة ونزعته التجديدية الإصلاحية، واعتماده نهج العروض الخليلي، واللغة قوية العبارة، عميقة المعنى، بعيدة الدلالة. قصيدته عن «الشعر والشعراء» تجمع بين تصوره لرسالة الشاعر، وفن الشعر، وترصد الواقع المتهاوي لبعض الشعراء، وتقدم النصائح والتوجيهات لكي يرتقي الشعراء بفنهم.».

## مؤلفاته
من رواياته المنشورة:
- «الأميرة جوليا»، 1884
- «بسكال الغريق»، 1886
- «دار العجائب»، 1910
- «الجنون فنون»، 1910
- «حورية»، 1910
- «فكرية»، 1910
- «أبو السعود»، صدرت عن مؤسسة هنداوي سنة 2015 وعن مركز إنسان للدراسات والاستشارات و التدريب و الطباعة و النشر سنة 2019
- «شهداء التعصب»

من ترجماته:
- «روميو وجولييت»، ترجمه لإحدى الجمعيات الخيرية.
- «سقوط نابليون الثالث»، إيميل جابوريو
- «ألف خیال و خيال»
- «فدية الشرف»، ألفونس دنري
- «لويس الحادي عشر»، بوانسون دو ترايل
- «روی بالاس»، فيكتور هوجو

## وصلات خارجية
- في مؤسسة هنداوي
- في معجم البابطين